# Gospodarjenje z gozdom
Gospodarjenje z gozdom je osnovna dejavnost v gozdarstvu. Z njo se ureja način, kako lastnik (gospodar) gozda posega v gozd zaradi pridobivanja materialnih dobrin  - gozdnih proizvodov.
Z ekološkega vidika predstavlja vsak poseg v gozd (ekosistem) ekološko motnjo, ki na svoj način vpliva ali prizadene ekološko ravnovesje v gozdu. Da delovanja gozda ne bi preveč prizadeli, morajo biti človekovi posegi v gozd premišljeni (strokovni) in omejeni. Za to skrbi gozdarska služba, oziroma služba za urejanje gozdov.
V ožjem strokovnem smislu pomeni gospodarjenje z gozdom razumno poseganje v gozd zaradi pridobivanja lesa. Poseganje naj bi bilo takšno, da bi v čim manjši meri zmotilo ekološko ravnovesje in da bi gozdu omogočilo njegovo čimprejšnjo regeneracijo. Taka pričakovanja omogoča le dobro ohranjen, (so)naraven gozd.
Zato je v Sloveniji pri gospodarjenju z gozdom uveljavljeno načelo sonaravnosti. To načelo predpostavlja, da se lastniške zahteve po pridobivanju lesa zavestno podrejajo naravnim potrebam gozda. S tem se gozdu omogoča optimalno delovanje in trajen obstoj. Poleg zanesljive samoohranitve uravnovešen gozd v optimalni kondiciji lastniku omogoča redne, maksimalne lesne donose, širši družbi pa blagodejno delovanje vseh ostalih funkcij gozda. 
V gospodarskih gozdovih je žal mogoče obvarovati naravne potrebe gozda le z omejevanjem posegov v gozd. To velja zlasti za sečnjo. Sečnja drevja predstavlja najintenzivnejši trajni poseg v gozd. Omejitev sečnje se nanaša na jakost in pogostnost sečenj. Določajo jih gozdnogospodarski načrti, ki med drugim določajo najvišjo dovoljeno količino lesa za posek - etat.
Dobro je vedeti, da razumno gospodarjenje z gozdom načeloma ne predstavlja dodatnega dela in dodatnih stroškov. Je le dragocena pomoč gozdu in možnost, da potrebno delo (sanacija ekosistema) gozd opravi namesto gospodarja. To stori veliko bolje, ceneje in popolneje.
Neokrnjen gozd je dragocen naravni potencial. Ob razumnem ravnanju z njim predstavlja razkošno darilo - lastniku in celotni družbi. Za njegovo ohranitev se je vredno prizadevati. Gozdarstvo v Sloveniji se ponaša z že skoraj 250-letno tradicijo. Dobro bi bilo, da bi jo nadaljevali uspešno.
Skoraj tri četrtine gozdov v Sloveniji je v zasebni lasti.